# Partido di Hipólito Yrigoyen
Il partido di Hipólito Yrigoyen è un dipartimento (partido) dell'Argentina facente parte della Provincia di Buenos Aires. Il capoluogo è Henderson.